# Marcantonio V Colonna
Marcantonio V Colonna (1608 / 1609 – Roma, 20 gennaio 1659) è stato un nobile italiano.

## Biografia

### Infanzia
Marcantonio V era figlio di Filippo I Colonna e di sua Moglie Donna Lucrezia Tomacelli. Era fratello della principessa Anna, influente figura femminile della Roma del tempo in quanto moglie del principe di Palestrina Taddeo Barberini, Gonfaloniere della Chiesa, dell'uomo d'armi Federico (1601-1641) e del cardinale Girolamo (1604-1666).

### Matrimonio
Marcantonio V Colonna sposò a Palermo il 25 aprile 1629 Donna Isabella Gioeni e Cardona (9 novembre 1603 - 12 gennaio 1655), figlia ed erede di Don Lorenzo Principe di Castiglione ed ebbero otto figli.

### Ascesa
Alla morte del padre (1639) si scoprì che questi aveva nominato il figlio cardinale Girolamo come erede, al posto del primogenito Federico, principe di Butera maritali nomine. Questa decisione creò un significativo conflitto di successione e mentre i suoi fratelli maggiori combattevano per il controllo del ducato, Marcantonio Colonna portò il titolo di Principe di Paliano occupandosi del feudo.

### Morte
Dopo la morte senza eredi di Federico nel 1641 e di Girolamo nel 1666, fu Lorenzo Onofrio I figlio del defunto Marcantonio V a succedere nei titoli familiari come duca e principe di Paliano.

## Discendenza
Marcantonio V Colonna e Donna Isabella Gioeni e Cardona ebbero otto figli:
- Anna (7 aprile 1631 – 30 giugno 1689), sposò a Roma il 24 febbraio 1653 Don Paolo Spinola, duca di San Severino e Sesto e terzo marchese di Los Balbases.
- Maria Antonia (23 marzo 1634 - 5 febbraio 1682), monaca in San Domenico e Sisto a Roma come suor Maria Isabella, fondatrice nel 1675 del convento delle suore domenicane del Santissimo Rosario di Marino.
- Teresa (? - 18 dicembre 1719), monaca in San Domenico e Sisto a Roma come suor Maria Girolama dal 2 luglio 1654, guidò il monastero di Santa Caterina ad Avezzano dal 1677 al 1686.
- Girolama (? - 21 gennaio 1712), monaca in San Domenico e Sisto a Roma come suor Maria Colomba dal 20 aprile 1656, dal 1683 è al convento delle suore domenicane del Santissimo Rosario, di cui è priora nel 1704 e 1708.
- Vittoria (? - 26 dicembre 1706), monaca in San Domenico e Sisto a Roma come Maria Alessandra dal 5 maggio 1659.
- Don Lorenzo Onofrio Colonna, VIII principe di Paliano (19 aprile 1637 - 15 aprile 1689), sposò a Parigi il 15 aprile 1661 Maria Mancini figlia di Michele Lorenzo Mancini.
- Filippo (24 marzo 1643 – 20 aprile 1686), signore di Sonnino e Galatro. Sposa a Roma il 18 febbraio 1671 Donna Clelia Cesarini (22 maggio 1655 - 12 settembre 1735), figlia di Giuliano Cesarini, principe di Genzano e duca di Civitavecchia. Loro figlio Giuliano fu capostipite dei Colonna di Stigliano.
- Lucrezia (17 marzo 1644[6] – 8 agosto 1716) sposò in prime nozze nel 1661 Don Stefano Colonna, duca di Bassanello (? - 11 maggio 1673), e in seconde nozze nel 1677 Giuseppe Lotario Conti, VI duca di Poli e Guadagnolo (1651 - 1724), principe Assistente al Soglio Pontificio.

## Ascendenza
|                                                 |                     |                                          | Genitori                                           |  |  | Nonni |  |  | Bisnonni                    |  |  | Trisnonni                                  |  |
|                                                 |                     |                                          |                                                    |  |  |       |  |  | Fabrizio Colonna di Paliano |  |  | Marcantonio Colonna, I principe di Paliano |  |
|                                                 |                     |                                          |                                                    |  |  |       |  |  | Fabrizio Colonna di Paliano |  |  | Marcantonio Colonna, I principe di Paliano |  |
|                                                 |                     | Felice Orsini                            |                                                    |  |  |       |  |  | Fabrizio Colonna di Paliano |  |  |                                            |  |
| Marcantonio III Colonna, II principe di Paliano |                     |                                          |                                                    |  |  |       |  |  | Fabrizio Colonna di Paliano |  |  |                                            |  |
|                                                 |                     | Anna Borromeo                            | Gilberto II Borromeo, VII conte di Arona           |  |  |       |  |  |                             |  |  |                                            |  |
|                                                 |                     | Anna Borromeo                            | Gilberto II Borromeo, VII conte di Arona           |  |  |       |  |  |                             |  |  |                                            |  |
|                                                 |                     | Anna Borromeo                            | Taddea dal Verme                                   |  |  |       |  |  |                             |  |  |                                            |  |
| Filippo I Colonna, IV principe di Paliano       |                     | Anna Borromeo                            |                                                    |  |  |       |  |  |                             |  |  |                                            |  |
|                                                 |                     | Fabio Damasceni                          | …                                                  |  |  |       |  |  |                             |  |  |                                            |  |
|                                                 |                     | Fabio Damasceni                          | …                                                  |  |  |       |  |  |                             |  |  |                                            |  |
|                                                 |                     | Fabio Damasceni                          | …                                                  |  |  |       |  |  |                             |  |  |                                            |  |
| Felice Orsina Peretti-Damasceni                 |                     | Fabio Damasceni                          |                                                    |  |  |       |  |  |                             |  |  |                                            |  |
|                                                 |                     | Maria Felice Mignucci Peretti            | Giambattista Mignucci                              |  |  |       |  |  |                             |  |  |                                            |  |
|                                                 |                     | Maria Felice Mignucci Peretti            | Giambattista Mignucci                              |  |  |       |  |  |                             |  |  |                                            |  |
|                                                 |                     | Maria Felice Mignucci Peretti            | Camilla Peretti                                    |  |  |       |  |  |                             |  |  |                                            |  |
| Marcantonio V Colonna, V principe di Paliano    |                     | Maria Felice Mignucci Peretti            |                                                    |  |  |       |  |  |                             |  |  |                                            |  |
|                                                 | Silvestro Tomacelli | …                                        |                                                    |  |  |       |  |  |                             |  |  |                                            |  |
|                                                 | Silvestro Tomacelli | …                                        |                                                    |  |  |       |  |  |                             |  |  |                                            |  |
|                                                 | Silvestro Tomacelli | …                                        |                                                    |  |  |       |  |  |                             |  |  |                                            |  |
| Girolamo Tomacelli                              | Silvestro Tomacelli |                                          |                                                    |  |  |       |  |  |                             |  |  |                                            |  |
|                                                 |                     | Barbara Brisac                           | …                                                  |  |  |       |  |  |                             |  |  |                                            |  |
|                                                 |                     | Barbara Brisac                           | …                                                  |  |  |       |  |  |                             |  |  |                                            |  |
|                                                 |                     | Barbara Brisac                           | …                                                  |  |  |       |  |  |                             |  |  |                                            |  |
| Lucrezia Tomacelli                              |                     | Barbara Brisac                           |                                                    |  |  |       |  |  |                             |  |  |                                            |  |
|                                                 |                     | Paolo Ruffo, conte di Sinopoli           | Giovanni Ruffo, conte di Sinopoli                  |  |  |       |  |  |                             |  |  |                                            |  |
|                                                 |                     | Paolo Ruffo, conte di Sinopoli           | Giovanni Ruffo, conte di Sinopoli                  |  |  |       |  |  |                             |  |  |                                            |  |
|                                                 |                     | Paolo Ruffo, conte di Sinopoli           | Petrucella Cerino                                  |  |  |       |  |  |                             |  |  |                                            |  |
| Ippolita Ruffo                                  |                     | Paolo Ruffo, conte di Sinopoli           |                                                    |  |  |       |  |  |                             |  |  |                                            |  |
|                                                 |                     | Diana Carafa, signora di Fiumara di Muro | Giovanni Cesare Carafa, signore di Fiumara di Muro |  |  |       |  |  |                             |  |  |                                            |  |
|                                                 |                     | Diana Carafa, signora di Fiumara di Muro | Giovanni Cesare Carafa, signore di Fiumara di Muro |  |  |       |  |  |                             |  |  |                                            |  |
|                                                 |                     | Diana Carafa, signora di Fiumara di Muro | Giovanna Spadafora                                 |  |  |       |  |  |                             |  |  |                                            |  |
|                                                 |                     | Diana Carafa, signora di Fiumara di Muro |                                                    |  |  |       |  |  |                             |  |  |                                            |  |